# Nadolnik (Wronki)
Nadolnik – osiedle położone w północno-wschodniej części Wronek.